# Ramón Rocha Monroy
Ramón Rocha Monroy (Cochabamba, 20 de febrero de 1950), es un escritor, gastrósofo y periodista boliviano, Premio Nacional de Novela 2002. El run run de la calavera figura entre las 15 novelas fundamentales de Bolivia, colección editada por el Ministerio de Culturas y seleccionada por más de 50 críticos y profesores de literatura de ese país. Asimismo integra la Biblioteca Boliviana del Bicentenario (BBB) y sus crónicas figuran en la Antología de la crónica gastronómica. 

## Biografía
Hijo de Sixto Rocha y Carmela Monroy, al nacer se le dio por muerto. Muchos años después, el escritor relataría este hecho en un libro y en una entrevista de 2012 decía: "Mi relación con la muerte es muy temprana y la conté en un libro que publicó la editorial El País, La cueva y la intemperie. Confidencias del Ojo de Vidrio, porque yo nací muerto. Es un hecho. Me sacaron como pudieron para salvar a mi madre, que estaba en estado de coma, y a mí me botaron al basurero, técnicamente muerto. Felizmente mi tía Maruja se preocupó por mí. Entró, vio a mi madre en estado de coma y preguntó por el niño. Fue la única que se preocupó. Yo estaba botado en el basurero, me escuchó y tenía todavía el “tic tac”. Gracias a ella vivo. Yo pienso que en ese estado inicial, de la mayor indefensión posible, me agarré a puñetes con la muerte y le gané".
Rocha Monroy estudió Derecho en la Universidad Mayor de San Simón, donde se tituló de abogado. Más tarde, mientras estaba en el exilio, haría una maestría en Ciencias Políticas en la Nacional Autónoma de México (UNAM).
Como periodista, es conocido por sus crónicas de Cochabamba, su ciudad natal. Columnista del diario Los Tiempos, fue consejero de prensa de la embajada boliviana en México (1990-1992).
Anteriormente, había dirigido el Instituto Boliviano de Cultura (1979) y después, de 1998 a 2000, se desempeñó como viceministro de Cultura bajo el gobierno de Hugo Banzer Suárez en alianza con el MIR, partido del que fue militante hasta el retiro de su personería jurídica en 2006. 
Años más tarde ingresó en el MAS y en 2014 fue nombrado candidato a primer senador por el departamento de Cochabamba por ese partido, pero no pudo ser registrado por faltar algunos documentos. A principios de ese año fue nombrado miembro del consejo de administración de la Fundación Cultural del Banco Central de Bolivia.
Docente universitario, se hizo famoso con sus columnas publicadas bajo del seudónimo de Ojo de vidrio.

## El escritor
Escritor galardonado, recibió su primer premio, el Franz Tamayo, con el ensayo titulado Pedagogía de la liberación durante las celebraciones del sesquicentenario de Bolivia, en 1975.
El primer volumen de ficción que publicó fue uno de cuentos, titulado Allá lejos (1978), y su primer triunfo como novelista lo obtuvo con El run run de la calavera al ganar el segundo puesto (el primero fue declarado desierto) del desaparecido Premio Erich Guttentag —junto con La tumba infecunda de René Bascopé— que otorgaba la editorial Los Amigos del Libro. Esta obra, publicada en 1983, ha sido seleccionada, además, entre las 15 novelas fundamentales de la literatura boliviana por más de 50 críticos e investigadores invitados por el Ministerio de Culturas. Hay que decir que la novela no fue publicada y apareció solo después de que reclamara humorísticamente publicando "un aviso necrológico indicando la misa de cabo de año de El run run de la calavera". "Entonces me enviaron a este hombre del jurado que me dijo “la segunda parte es muy mala, ¿por qué no publicamos solo la primera?”. Como yo nunca he estado seguro de lo que hago acepté y entonces la primera edición -que es la que casi todos conocen- es solo de la primera parte", relató en una entrevista.
Con su novela Potosí 1600 ganó el Nacional de Novela Alfaguara. 
Ha sacado tres libros junto al diario Los Tiempos: 200 Biografías del Bicentenario (2010), Anécdotas de Cochabamba (2011) y Mujeres, madres, heroínas, homenaje a las Heroínas de la Coronilla.
Es también renombrado por sus comentarios de gastrósofo, lector de Michel Onfray y crítico culinario, "simplemente resaltando su vida bohemia y dada a los placeres propios" de un sibarita, veta que ha explotado por muchos años en su columna Crítica de la Sazón Pura y en su libro Filosofía del vientre. Secretos de la dieta del Ojo de Vidrio. Cultor de las más puras manifestaciones culturales criollas cochabambinas, forma parte del Comité para la conservación de la cultura local".
Su prosa se caracteriza por tener un aire picaresco que logra capturar el espíritu sincrético y diverso del hombre americano, con especial énfasis en su más cercana encarnación boliviana. Testigo fiel de su realidad y su tiempo es, por medio de su obra, tributario del narrador mexicano Juan Rulfo, del francés Boris Vian y del argentino Julio Cortázar.

## Obras
- Pedagogía de la liberación, ensayo, Editorial Casa Municipal de la Cultura Franz Tamayo, 1976
- Allá lejos, cuentos, Los Amigos del Libro, La Paz, 1977; contiene 5 textos:
  - La aleph; Vísperas, La música del sordo, Mis mayores e Informe sobre Lejos
- El padrino. Balance o estado de cuentos,  Los Amigos del Libro, La Paz, 1979
- Cuestión nacional y lucha de clases en América Latina, Universidad Mayor de San Simón, Instituto de Estudios Sociales y Económicos, Cochabamba, 1982
- El run run de la calavera, novela, Los Amigos del Libro, La Paz, 1983
- Ando volando bajo, novela, Los Amigos del Libro, La Paz, 1997 (reedición corregida y mejorada, La Tirana, 2009)
- La casilla vacía, novela, Afaguara Bolivia, La Paz, 1998
- Ladies Night, novela, 2000
- Potosí 1600, novela, Alfaguara Bolivia, La Paz, 2002
- Crítica de la sazón pura, crónica gastronómica, El País, Santa Cruz de la Sierra, 2004
- Filosofía del vientre. Secretos de la dieta del Ojo de Vidrio, 2005
- ¡Qué solos se quedan los muertos! Vida de Antonio José de Sucre, El País, Santa Cruz de la Sierra, 2006
- La utopía realizada. Biografía de un disidente, vida y obra de Luis Ernesto Espinoza Sánchez, Cochabamba, 2006
- Todos los cominos conducen aroma, crónica gastronómica, El País, Santa Cruz de la Sierra, 2007
- La vida en bicicleta, columnas, Kipus, Santa Cruz de la Sierra, 2008
- Nunca más, escrito con el documentalista Roberto Alem, sobre los trágicos acontecimientos del 11 de enero de 2007 en Cochabamba; El País, Santa Cruz de la Sierra, 2008
- Biografías urgentes, "resúmenes de vida de 16 íconos del pensamiento político en Bolivia y de 14 forjadores del movimiento indígena nacional",[9] Kipus, Santa Cruz de la Sierra, 2009
- Iskay, novela , La Hoguera, 2009
- 200 Biografías del Bicentenario, sobre cochabambinos ilustres; Los Tiempos, Cochabamba, 2010
- La cueva y la intemperie. Confidencias del Ojo de Vidrio, autobiografía novelada, El País, Santa Cruz de la Sierra, 2011
- Anécdotas de Cochabamba, Los Tiempos, Cochabamba, 2011
- La sombra del tambor, novela basada en el diario de José Santos Vargas durante la Guerra de la Independencia, El País, Santa Cruz de la Sierra, 2012
- Mujeres, madres, heroínas, Los Tiempos, Cochabamba, 2012
- Por qué seguir creyendo, ensayo, Ministerio de Comunicación, 2013
- Por la astucia o por la fuerza, ensayo sobre el conflicto sobre mediterraneidad de Bolivia, MinComunicación, 2014
- Líder a palos. Historia de la represión neoliberal al movimiento cocalero en Bolivia, ensayo, MinComunicación, 2014
- 20 temas para descolonizar la filosofía política en Bolivia, ensayo, MinComunicación, 2014
- Zulma Yugar, vida y apuesta por la música boliviana, biografía, Grupo Editorial Kipus, Cochabamba, 2014
- Consejos para escribir (más) mejor, ensayo, Editorial Kipus, 2014
- Eduardo Arze-Loureiro, ensayo, Grupo Editorial Kipus, 2014

## Premios y reconocimientos
- Gran Premio Ensayo Sesquicentenario de la República en el concurso Franz Tamayo 1975 por Pedagogía de la liberación
- Premio Erich Guttentag 1984, segundo premio, por El run run de la calavera (ex aequo con René Bascopé por La tumba infecunda
- Premio Erich Guttentag 1994, primer premio, por Ando volando bajo
- Premio Nacional de Novela 2002 por Potosí 1600
- 15 novelas fundamentales de Bolivia (2009). Por Cochabamba fueron seleccionadas novelas de: Nataniel Aguirre, Adela Zamudio, Marcelo Quiroga Santa Cruz y Rocha Monroy. Su novela El run run de la calavera figura en esta colección y en la Biblioteca Boliviana del Bicentenario, así como textos suyos en la Antología de la Crónica Gastronómica, de la misma Biblioteca.
- Título honorífico de Cronista de la Ciudad, otorgado por el Concejo Municipal de Cochabamba (2011)